# Vít Beneš
Vít Beneš (* 12. srpna 1988 v Ústí nad Labem) je český fotbalový obránce, od září 2024 hráč klubu FC Vysočina Jihlava. Má na svém kontě jeden start za českou reprezentaci do 21 let.

## Klubová kariéra

### Mládí
V mládeži působil v týmech FK Ravel Ústí nad Labem, AC Sparta Praha a SK Kladno. Do dospělého fotbalu vstoupil v dresu SK Kladno, v 1. české lize debutoval 29. dubna 2007 v zápase proti SK Slavia Praha.

### Kladno
V Kladně strávil 4 roky, ale po sestupu týmu do 2. ligy se rozhodl přestoupit do FK Baumit Jablonec. V anketě Sportovec Kladenska za rok 2009 se umístil na 2. místě. V Kladně měl bilanci 60 ligových zápasů a jeden vstřelený gól.
V létě 2010 přestoupil z Kladna do Jablonce.

### Jablonec
17. května 2013 vyhrál s Jabloncem český fotbalový pohár, finálové utkání Poháru České pošty 2012/13 proti Mladé Boleslavi se rozhodlo až v penaltovém rozstřelu, který skončil poměrem 5:4 pro Jablonec (po konci řádné hrací doby byl stav 2:2). Vítězství slavil i v Českém Superpoháru 2013, poraženým bylo mužstvo FC Viktoria Plzeň.
Po skončení sezóny 2012/13 o něj měla zájem pražská Sparta, ale Jablonec ho i s ohledem na účinkování v předkolech Evropské ligy neuvolnil.

Skóroval 10. listopadu 2013 v ligovém utkání proti 1. FK Příbram, Jablonec vyhrál vysoko 6:0.
Na začátku sezóny 2014/15 si poranil Achillovu šlachu a se zraněním laboroval celou podzimní část ligy. Celkem odehrál v letech 2010–2017 za Jablonec 141 ligových utkání a vstřelil 14 branek.

### Maďarsko
V červnu 2017 přestoupil z Jablonce do maďarského klubu Vasas SC z Budapešti. Podepsal zde tříletou smlouvu. Sešel se zde s krajanem Janem Šimůnkem. Musel čekat na výjimku od maďarského fotbalového svazu, neboť v 15 letech přišel o ledvinu a v Maďarsku není start hráčům s jednou ledvinou povolen. Po sestupu Vasas FC do druhé maďarské ligy odešel v červenci 2018 na hostování do prvoligového Szombathelyi Haladás.

### Sigma Olomouc
V lednu 2019 se vrátil zpět do Česka, konkrétně do prvoligového týmu SK Sigma Olomouc. Dostal dres s číslem 32. Svůj první zápas za Sigmu odehrál v přípravě s Ružomberkem (první poločas). K prvnímu ligovému utkání nastoupil 8. února 2019 na domácím Andrově stadionu proti FK Jablonec. Ve své premiéře za Olomouc vstřelil v 87. minutě branku, Sigma přesto prohrála 1:2. Od následující sezony se stal kapitánem týmu. V sezoně 2020/2021 však musel kapitánskou pásku i místo v sestavě přenechat Romanu Hubníkovi, který přestoupil do Sigmy z FC Viktoria Plzeň. Do základní sestavy se pak Beneš s přestávkami vracel. V domácím utkání s Teplicemi (1:1) odehrál 17. dubna 2021 svůj 250. zápas v nejvyšší české soutěži.

## Reprezentační kariéra
Za českou reprezentační jedenadvacítku nastoupil 3. 3. 2010 k jednomu přátelském utkání proti Finsku (výhra 1:0).

## Mimo hřiště
V červnu 2015 uspořádal charitativní stream dlouhý 28 hodin v počítačových hrách FIFA 15, Grand Theft Auto V a Madden NFL 15 (konzole PlayStation 4) pro podporu vážně nemocného slovenského fotbalisty Mariána Čišovského z Viktorie Plzeň. 28 hodin bylo symbolicky zvoleno podle čísla dresu, které Marián Čišovský nosil ve Viktorii Plzeň. Akce vynesla částku kolem 100 000 Kč.